# Словарь русского языка XVIII века
«Словарь русского языка XVIII века» — исторический словарь толкового типа, выпускаемый Институтом лингвистических исследований РАН, представляет собой систематическое описание лексики русского языка в эпоху формирования в России нового литературного языка на национальной основе. Словарь описывает лексику, употреблявшуюся в письменных текстах с начала самостоятельного правления Петра I (1690-е гг.) до переходного периода в истории русского литературного языка, приходящегося на первое десятилетие XIX в. и вплотную примыкающего к языку пушкинской поры.
По сравнению со «Словарём Академии Российской», вышедшим ещё в конце XVIII в. и также описывающим лексику этого столетия, «Словарь русского языка XVIII века» значительно расширяет объём описываемой лексики — по предварительным данным на момент завершения словаря он будет составлять ок. 100000 слов. Пуристические тенденции той эпохи обусловили отказ составителей «Словаря Академии Российской» от многих разрядов лексики, включённых в «Словарь русского языка XVIII века»; к ним относятся лексика петровской эпохи, слова, употреблявшиеся в многочисленных литературно-художественных произведениях и научных изданиях; особое внимание в словаре уделено словам, заимствованным в русский язык на протяжении XVIII столетия.
Материальной базой словаря является картотека, насчитывающая более 2 000 000 цитат, выбранных из широкого круга источников.

## История создания
В 1959 году академик В. В. Виноградов выдвинул предложение о создании словаря, описывающего русский язык XVIII века. Через год в словарном отделе Института языкознания в Ленинграде началась работа по формированию картотеки под руководством Г. П. Блока. После его смерти в 1961 году работу возглавил Ю. С. Сорокин. Под его руководством в течение десятилетия группа исследователей сформировала словарную картотеку объёмом более полутора миллиона карточек; параллельно велась работа по исследованию языка XVIII в.. С самого начала работы были определены жесткие сроки по составлению словаря: за 1960—1970-е гг. было запланировано подготовить 10 томов объёмом в 1000 а.л.; непосредственное составление словаря началось весной 1972 г..
Картотека создается в основном на базе фотокопий старых изданий текстов, преимущественно изданий XVIII в. Основные этапы работы при этом следующие: фильмирование книги, изготовление контрольных фотоснимков с фильма, разметка слов по этому отпечатку с указанием границ цитируемого отрезка текста.., изготовление необходимого числа фотокопий в соответствии с максимальным числом подчеркнутых отдельных слов в отрезках данной страницы, разрезание фотокопий на размеченные отрезки текста, подчеркивание одного слова в каждом из разрезанных кусочков, наклеивание отрезка на плотную карточку и постановка условного шифра с обозначением автора, произведения, его частей и страницы...
При создании картотеки на начальном этапе применялось сплошное расписывание основных источников (в их числе были «Письма и бумаги Петра I», отдельные произведения В. К. Тредиаковского, А. П. Сумарокова, В. М. Ломоносова, «Путешествие из Петербурга в Москву» А. Н. Радищева, «Письма русского путешественника» Н. М. Карамзина и др.), но в дальнейшем в целях более полного охвата текстов разных жанров стали использовать частичную выборку лексики; наряду с печатными изданиями эпизодически привлекались рукописные источники. На этом этапе предполагалось, что для начала полноценной работы над словарём объём картотеки должен составлять примерно 3,5—4 миллиона карточек с цитатами.
В 1977 году вышел проект словаря, а в 1984 году — первый выпуск. Незадолго до его публикации коллектив словаря, уступая издательским требованиям, был вынужден сократить объём, убрав часть материала.